# Station Kraków Krzesławice
Station Kraków Krzesławice is een spoorwegstation in de Poolse plaats Krakau.